# Малощитковый селар
Малощитковый селар (лат. Selar boops) — вид морских лучепёрых рыб из семейства ставридовых. Широко распространены в Индо-Тихоокеанской области. Максимальная длина тела 25 см.

## Таксономия и этимология
Первое научное описание вида было сделано в 1833 году французским естествоиспытателем Жоржем Л. Кювье (1769—1832) на основании образцов, отловленных у островов Амбон (Молуккские острова) и Ваникоро (острова Санта-Крус . Ж. Кювье поместил новый вид в род каранксов под латинским биноменом Caranx boops. Позднее перемещён в род Selar.
Видовое название происходит от др.-греч. βοῦς — «бык» и др.-греч. ὄσσε — «глаз», и связано с большими глазами у данного вида
.

## Описание
Тело удлинённое, немного сжато с боков. Мелкая циклоидная чешуя покрывает всё тело, за исключением небольшого участка голой кожи за брюшными плавниками. Нижний профиль тела немного более выпуклый по сравнению с верхним профилем. Глаза очень большие, их диаметр несколько меньше длины рыла; почти полностью закрыты жировым веком; остаётся открытой только небольшая вертикальная щель в центре глаза. Окончание верхней челюсти широкое; доходит до вертикали, проходящей через передний край глаза. Зубы на обеих челюстях мелкие и загнутые. На верхней челюсти зубы расположены узкой полосой, которая сужается по бокам. На нижней челюсти зубы идут одним неравномерным рядом. На верхней части первой жаберной дуги 8—12 жаберных тычинок, а на нижней части 25—29 жаберных тычинок. Край вторичного пояса грудного плавника (cleithrum) с глубокой бороздой с большим бугорком под ней и маленьким бугорком у верхнего края борозды. Два спинных плавника. В первом спинном плавнике 8 жёстких лучей, а во втором — 1 жёсткий и 23—25 мягких лучей. В анальном плавнике 1 колючий и 19—21 мягкий луч, перед плавником расположены 2 колючки. Последний мягкий луч спинного и анального плавников не отделён от остальных лучей. Грудные плавники короткие (короче длины головы), серповидной формы. Боковая линия делает высокую дугу в передней части, а затем идёт прямо до хвостового стебля. Длина хорды выгнутой части боковой линии укладывается 2,1—3 раза в длину прямой части. В выгнутой части 21—24 чешуй и 0—4 костных щитков; в прямой части нет чешуек и 37—46 костных щитков. На хвостовом стебле щитки увеличенные. Хвостовой плавник серповидный. Позвонков: 10 туловищных и 14 хвостовых.
Верхняя треть тела и верх головы от голубовато-зелёного до зелёного цвета. Нижние ⅔ тела и голова серебристые или беловатые. От заднего края глаза до основания хвостового плавника проходит широкая полоса жёлтого цвета. Маленькое чёрное пятно овальной формы у края жаберной крышки.
Максимальная длина тела — 25 см, обычно — до 22 см.

## Биология
Морские бентопелагические рыбы. Обитают на глубине от 35 до 500 м над песчаными грунтами и на заросших водной растительностью участках, часто встречаются у коралловых и скалистых рифов. Образуют большие скопления в дневные часы, а ночью рассредотачиваются в поисках пищи. Питаются пелагическими и донными беспозвоночными (крабы и креветки) и мелкими рыбами.

## Ареал
Распространены в Индо-Тихоокеанской области от Андаманских островов до Вануату, Фиджи,  Соломоновых островов и Тонга; на север встречаются до Филиппин и юга Вьетнама, а на юг — до северной Австралии и Новой Каледонии.

## Взаимодействие с человеком
Имеют ограниченное промысловое значение в некоторых регионах. Ловят кошельковыми и закидными неводами, тралами, жаберными и подъёмными сетями.